# Jetřichovice (Sedlec-Prčice)
Jetřichovice jsou vesnice, část města Sedlec-Prčice v okrese Příbram ve Středočeském kraji. Nachází se asi dva kilometry jižně od Sedlce. Je zde evidováno 60 adres. V roce 2011 zde trvale žilo 47 obyvatel.
Jetřichovice jsou také název katastrálního území o rozloze 4,4 km². V katastrálním území Jetřichovice leží i Moninec a Záhoří a Kozinec. Částí města protéká Sedlecký potok.

## Historie
První písemná zmínka o vesnici pochází z roku 1394.

## Obyvatelstvo
| Rok            | 1869 | 1880 | 1890 | 1900 | 1910 | 1921 | 1930 | 1950 | 1961 | 1970 | 1980 | 1991 | 2001 | 2011 | 2021 |
| -------------- | ---- | ---- | ---- | ---- | ---- | ---- | ---- | ---- | ---- | ---- | ---- | ---- | ---- | ---- | ---- |
| Počet obyvatel | 275  | 273  | 248  | 239  | 236  | 239  | 212  | 159  | 159  | 166  | 150  | 144  | 125  | 47   | 45   |
| Počet domů     | 41   | 43   | 43   | 43   | 43   | 43   | 42   | 42   | 48   | 35   | 33   | 40   | 42   | 44   | 46   |

## Obecní správa
Při sčítání lidu v letech 1850–1979 Jetřichovice byly samostatnou obcí, se kterým patřily nejprve do okresu Sedlčany, ale od roku 1960 v okrese Benešov. Od 1. ledna 1980 do 23. listopadu 1990 byly částí města Sedlec-Prčice v okrese Benešov. Od 24. listopadu 1990 do 31. prosince 1992 byly znovu obcí v okrese Benešov. Od 1. ledna 1993 jsou opět částí města Sedlec-Prčice v okrese Benešov. Od 1. ledna 2007 vesnice přešla spolu s městem Sedlec-Prčice z okresu Benešov do okresu Příbram. V letech 1850–1899 k obci patřily Božetín, Monín, Náhlík, Násilov, Včelákova Lhota a Vrchotice, v letech 1850–1960 Alenina Lhota, Cunkov, Javoří a Ounuz, v letech 1850–1979 a od 24. listopadu 1990 do 31. prosince 1992 Moninec a Záhoří a Kozinec a od 12. června 1960 do 31. prosince 1979 také Bolešín, Sušetice, Šanovice a Uhřice.

## Pamětihodnosti

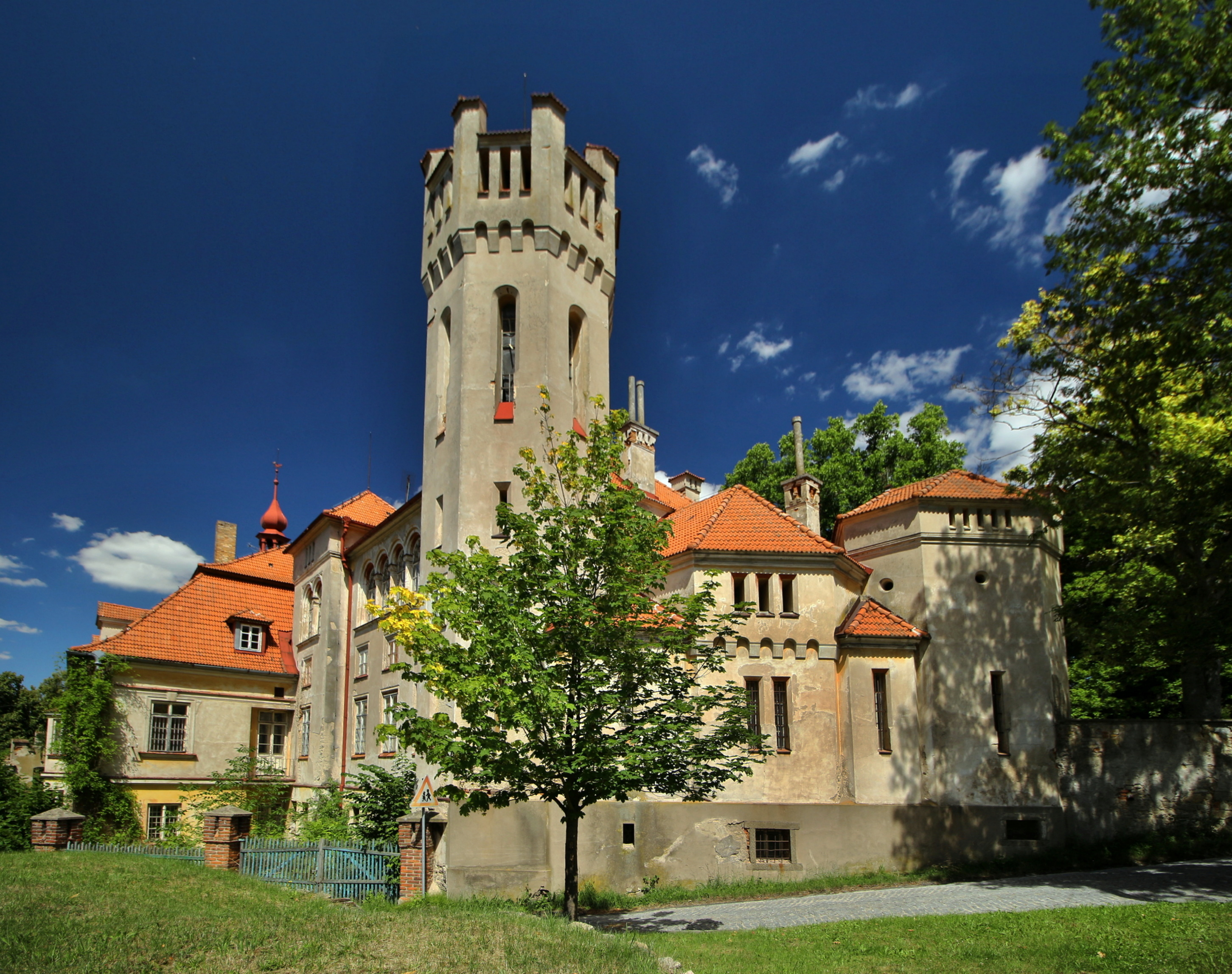
Jetřichovický zámek

- Nejvýznamnější památkou v obci je barokně-novogotický jetřichovický zámek je vedený v seznamu kulturních památek v Sedlci-Prčici.
- Zámecká kaple Bolestné Matky Boží se nachází u příjezdové komunikace do Jetřichovic z Vrchotic, nedaleko zámeckého parku. Kapli založil roku 1712 František Sezima Mitrovský z Nemyšle, pán na Jetřichovicích. Původně zde stávala dřevěná kaple s věžičkou, která byla využívána k bohoslužbám majitele panství. Další majitel panství Josef Václav hrabě z Oppersdorfu v roce 1760 kapli bohatě vyzdobil a doplnil vnitřní mobiliář. Dva roky poté byla s papežským svolením změněna na kapli veřejnou. V roce 1787 byla kaple odsvěcena. Roku 1820 se nový nájemce a později i majitel jetřichovického zámku, rektor Právnické fakulty Karlovy univerzity a hudební skladatel JUDr. Jan Nepomuk Kaňka, zasloužil o navrácení, obnovení a znovu vysvěcení této kaple. Po svolení arcibiskupa se zde opět od roku 1854 konaly nedělní bohoslužby. Při přestavbě zámku nechal JUDr. Jan Nepomuk Kaňka podle návrhu architekta Josefa Niklase vyprojektovat a postavit novou zděnou kapli, která byla postavena na půdorysu původní dřevěné. Kaple Bolestné Matky Boží byla slavnostně vysvěcena 9. října 1859. Bohatá výzdoba kaple místních řemeslných mistrů byla poškozena vandalizmem, vnitřní inventář byl kvůli nebezpečí krádeže odstraněn. Vnější vstupní portál do kaple je bohatě zdobená kamenická práce. Na vnější straně portálu se nachází latinský chronogram se zašifrovaným datem položení základního kamene.
- Na vyvýšeném návrší se proti zámku nalézá kaple svatého Jana Nepomuckého, která je vedená v Seznamu kulturních památek v Sedlci-Prčici.

## Sport a turistika
V Jetřichovicích je dolní stanice lanovky skiareálu Moninec, dojezd bikeparku Moninec a příslušná záchytná parkoviště. Obcí prochází žlutá turistická značka ze Sedlece-Prčic do Cunkova a zelená značka do Ounuze, odkud lze pokračovat po červené kolem staré poštovny ze Sněžky na Javorovou skálu (723 metrů).
Přírodní koupání je v Pilském rybníku jižně od obce při cestě do Cunkova.

## Galerie

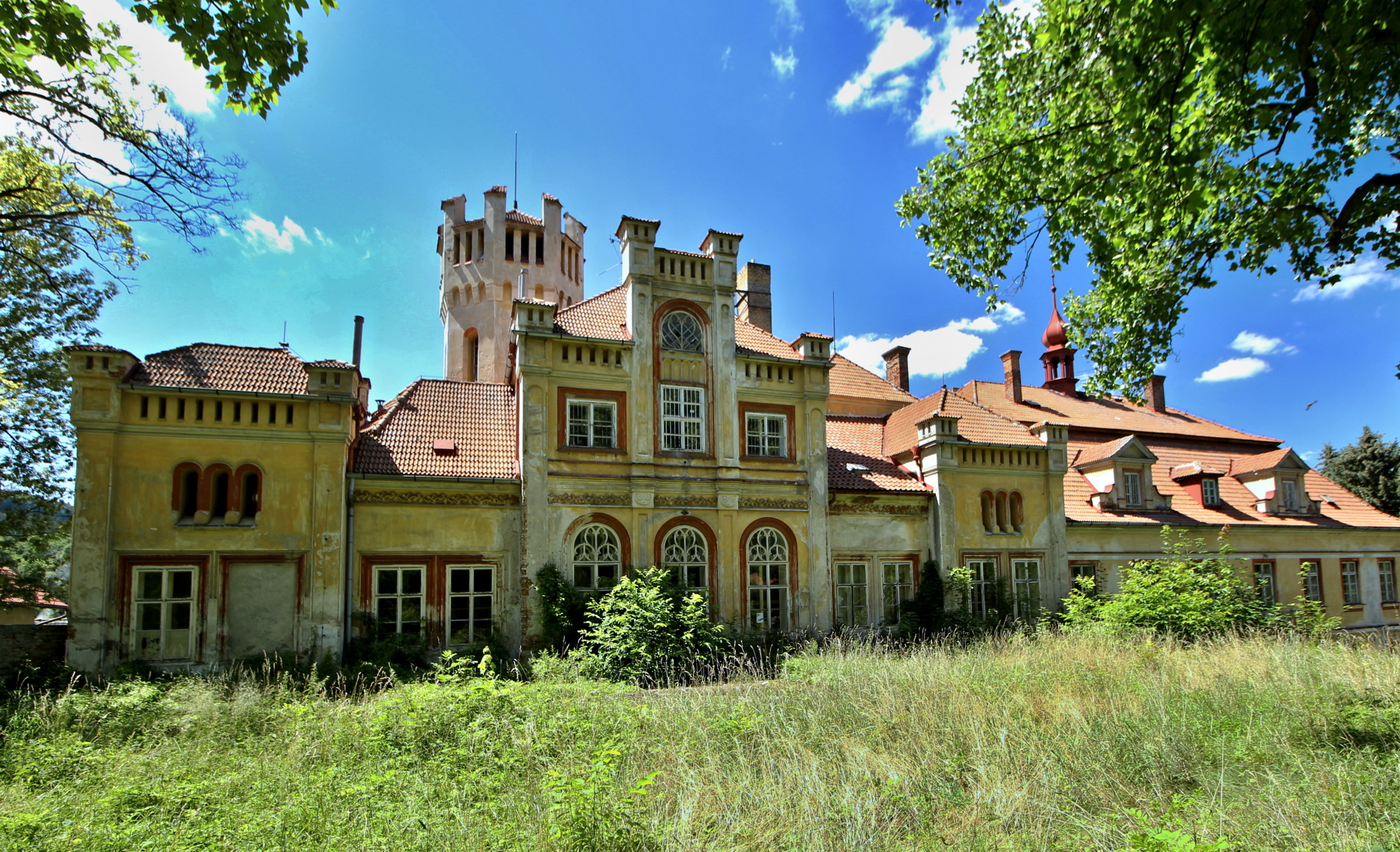
Parková část zámku
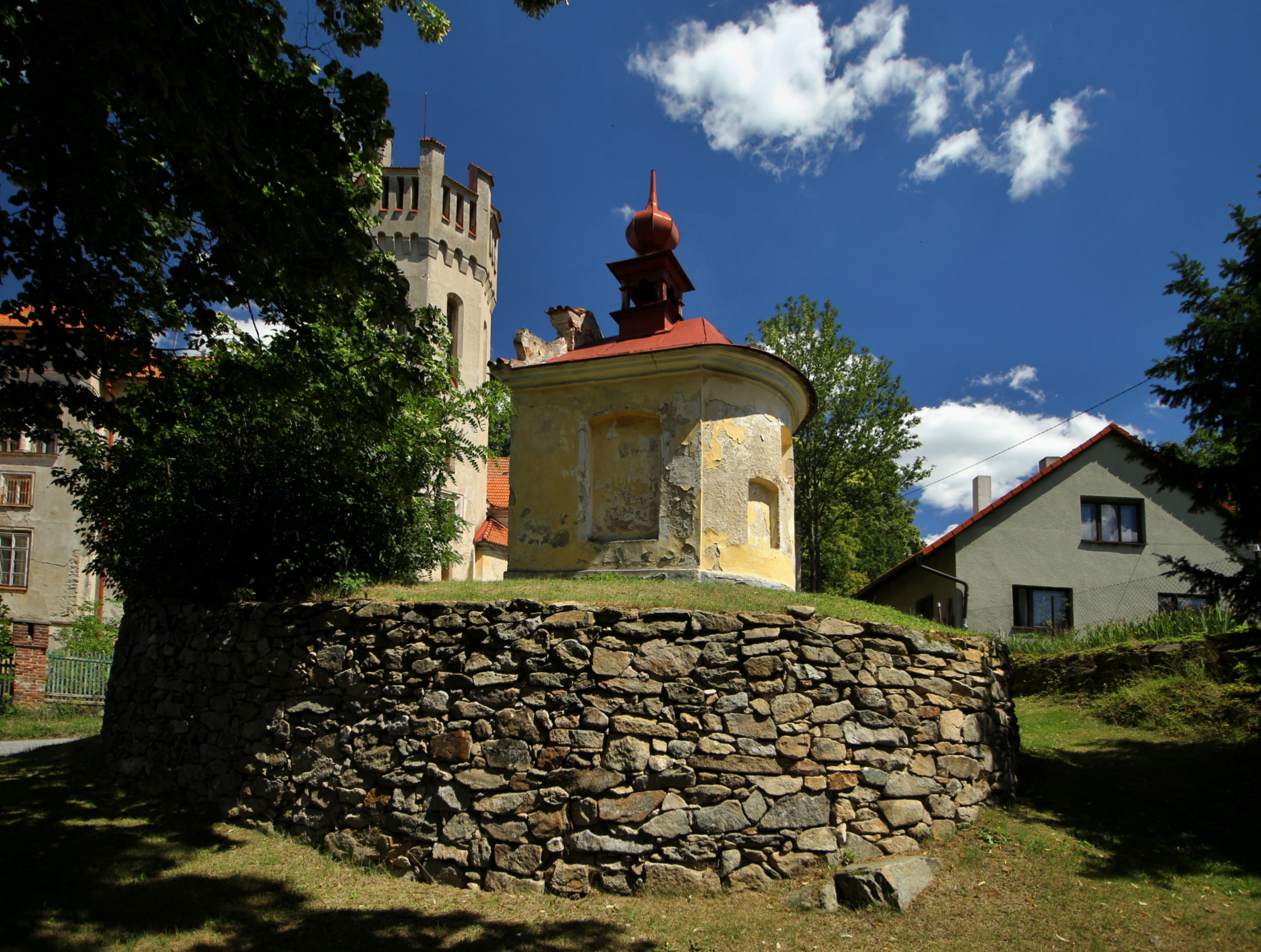
Kaple svatého Jana Nepomuckého u zámku
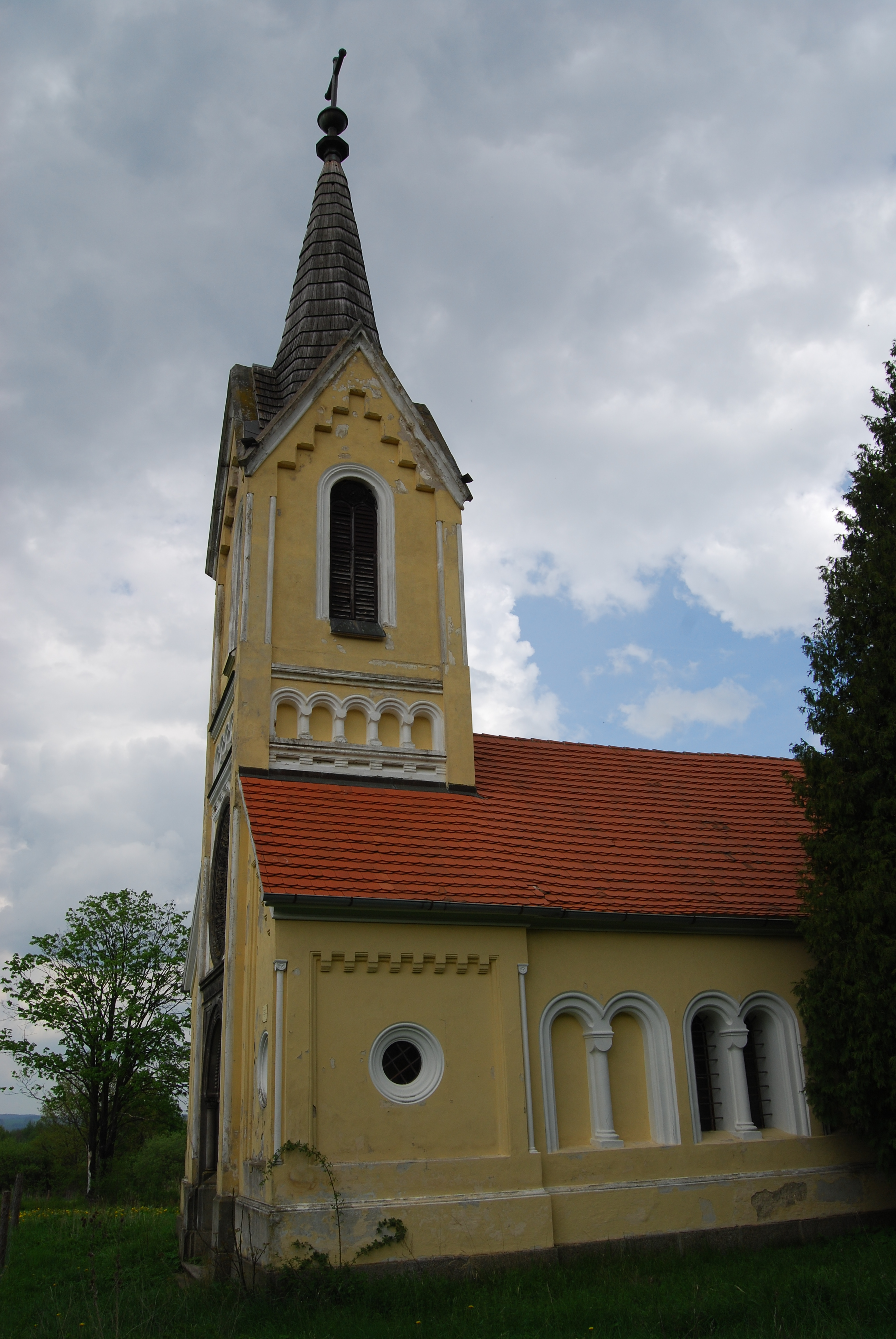
Novorománská kaple Panny Marie Bolestné
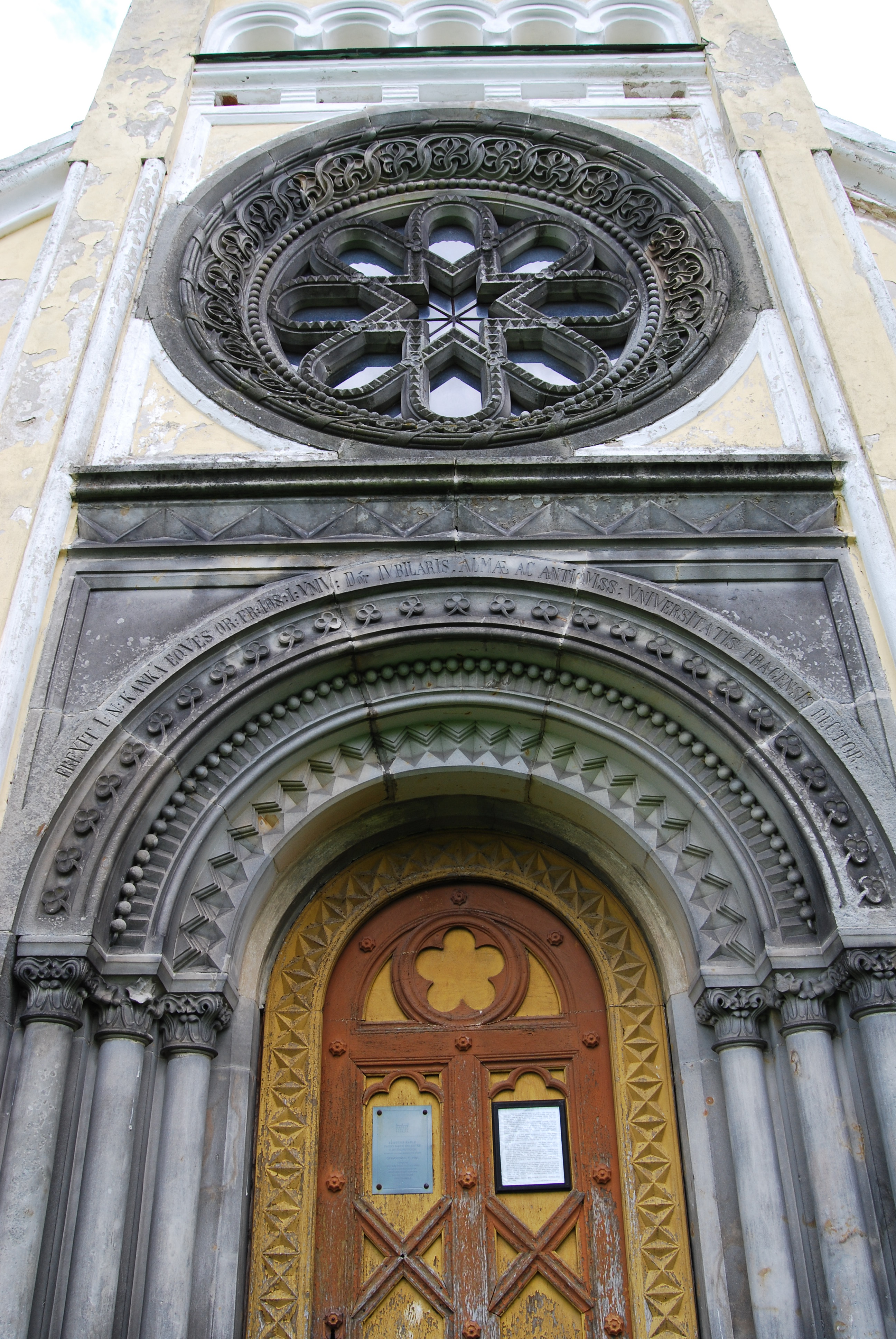
Detail vstupního portálu do kaple
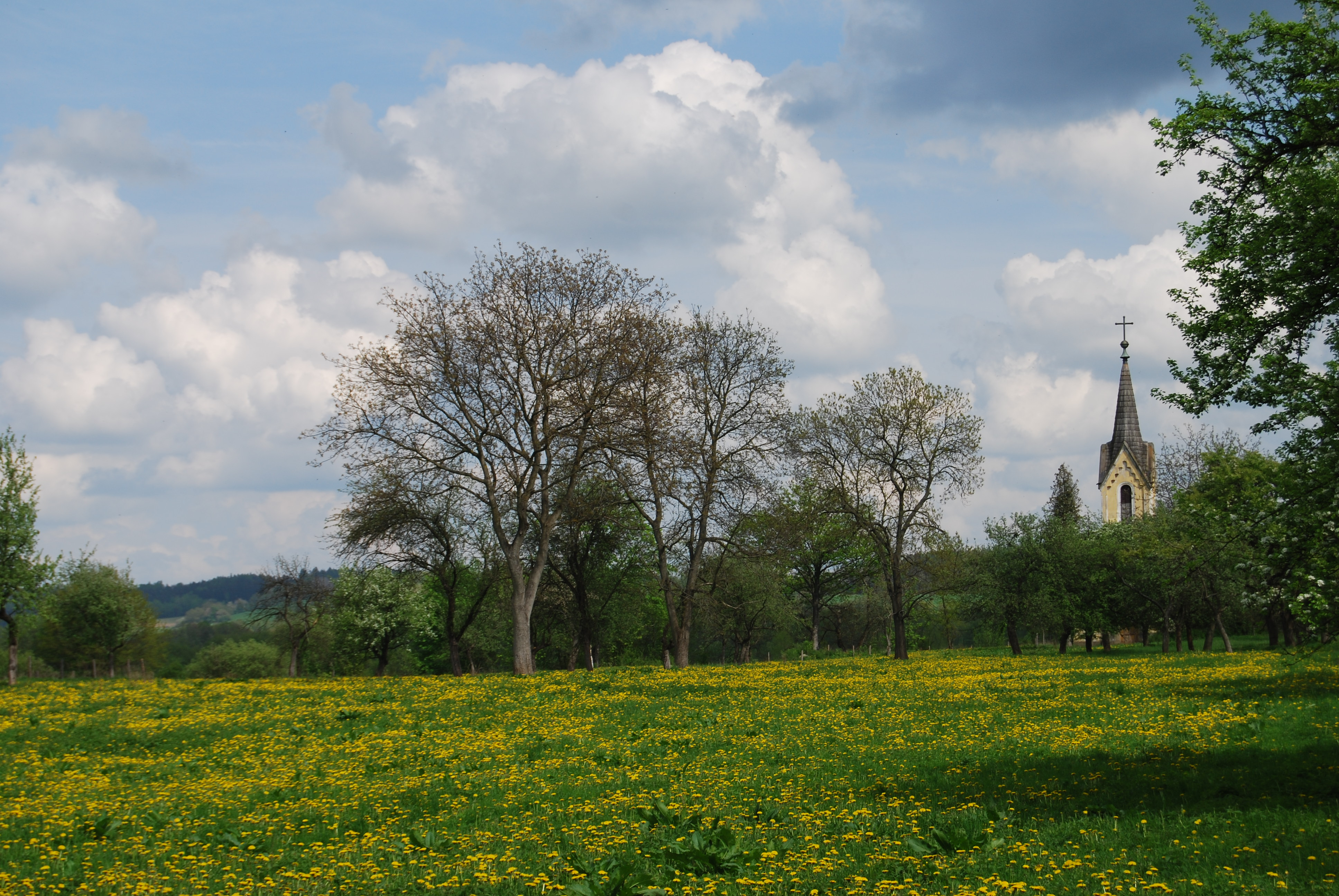
Pohled na kapli od zámeckého parku
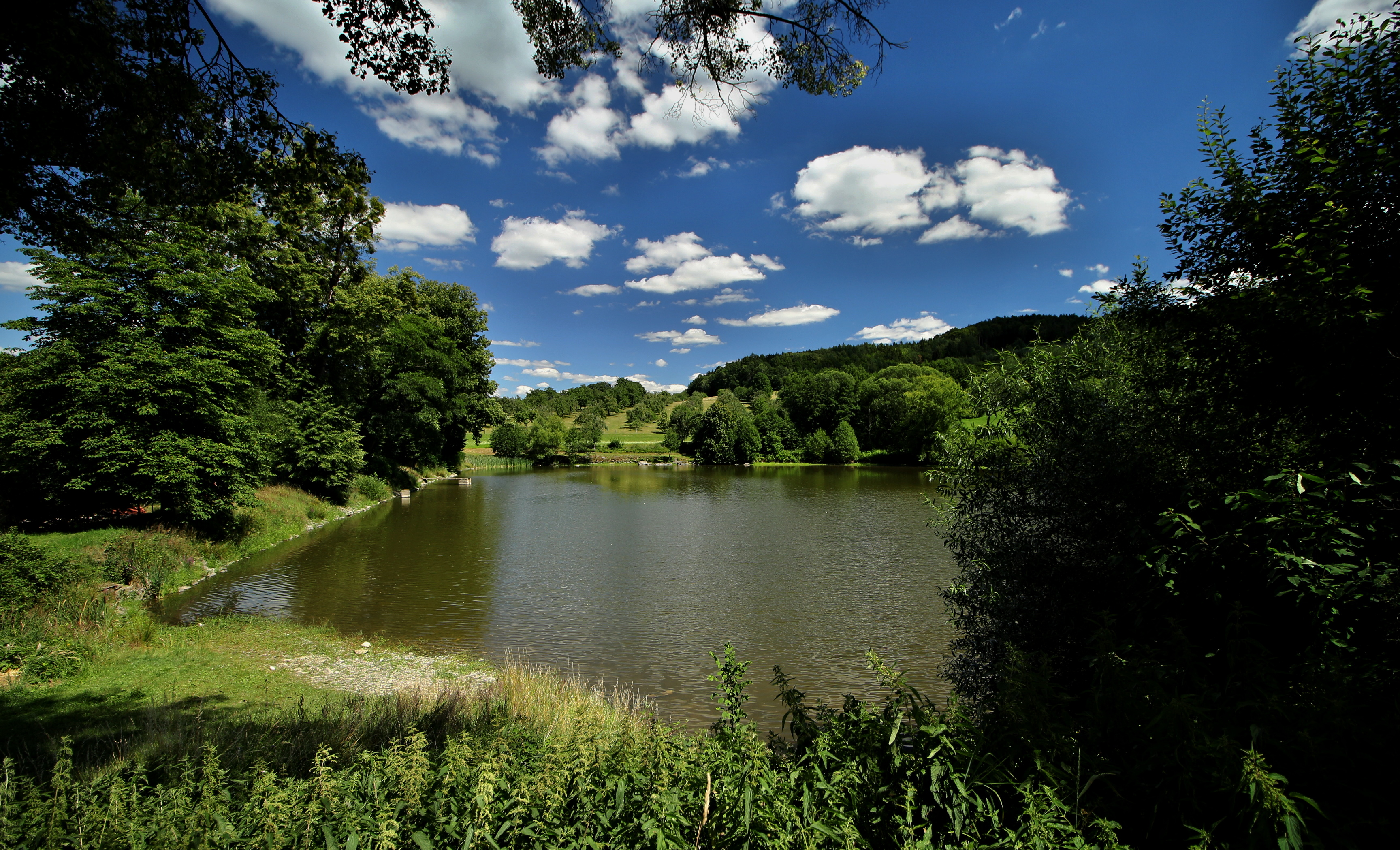
Pilský rybník